# Льон кримський
Льон кримський і льон лінійнолистий як Linum linearifolium (Linum tauricum) — вид рослин з родини льонові (Linaceae), поширений у південно-східній частині Європи й у західній Азії.

## Опис
Багаторічна чи однорічна рослина 10–50 см заввишки. Гілляста, часто дерев'яниста рослина. Насіння яйцеподібне, сплюснене, основа слабко вигнута, 2.5–2.8 × 1.4–1.6 мм; поверхня тьмяна, коричнева
Цвіте в червні й липні.

## Поширення
Поширений у південно-східній частині Європи від Балканського півострова до крайнього південного заходу Росії, а також у Західній Азії — Туреччина, Грузія, Азербайджан. Населяє кам'янисті та трав'янисті прибережні землі.
В Україні вид зростає зрідка в Криму, правобережному Степу, на південному заході Лісостепу.

## Підвиди
- Linum tauricum subsp. albanicum (Janch.) Greuter & Burdet
- Linum tauricum subsp. bosphori P.H.Davis
- Linum tauricum subsp. bulgaricum (Podp.) Petrova
- Linum tauricum subsp. linearifolium (Lindem.) Petrova = Linum linearifolium (Lindem.) Jáv. — льон лінійнолистий
- Linum tauricum subsp. serbicum (Podp.) Petrova
- Linum tauricum Willd. subsp. tauricum